# Kanton Jurançon
Der Kanton Jurançon war von 1973 bis 2015 ein französischer Wahlkreis im Arrondissement Pau im Département Pyrénées-Atlantiques und in der Region Aquitanien; sein Hauptort war Jurançon. Er hatte 20.844 Einwohner (2006).

## Gemeinden
Der Kanton umfasste fünf Gemeinden und den südlichen Teil der Stadt Pau. Die nachfolgenden Einwohnerzahlen sind jeweils die gesamten Einwohnerzahlen der Gemeinden. 
| Gemeinde    | Einwohner Jahr | Fläche km² | Bevölkerungsdichte | Postleitzahl | Code INSEE |
| ----------- | -------------- | ---------- | ------------------ | ------------ | ---------- |
| Bosdarros   | 1021 (2013)    | –          | – Einw./km²        | 64290        | 64139      |
| Gan         | 5535 (2013)    | –          | – Einw./km²        | 64290        | 64230      |
| Jurançon    | 7094 (2013)    | –          | – Einw./km²        | 64110        | 64284      |
| Laroin      | 1022 (2013)    | –          | – Einw./km²        | 64110        | 64315      |
| Pau         | 77575 (2013)   | –          | – Einw./km²        | 64400        | 64445      |
| Saint-Faust | 763 (2013)     | –          | – Einw./km²        | 64110        | 64478      |